# Alta Via Dolomieten

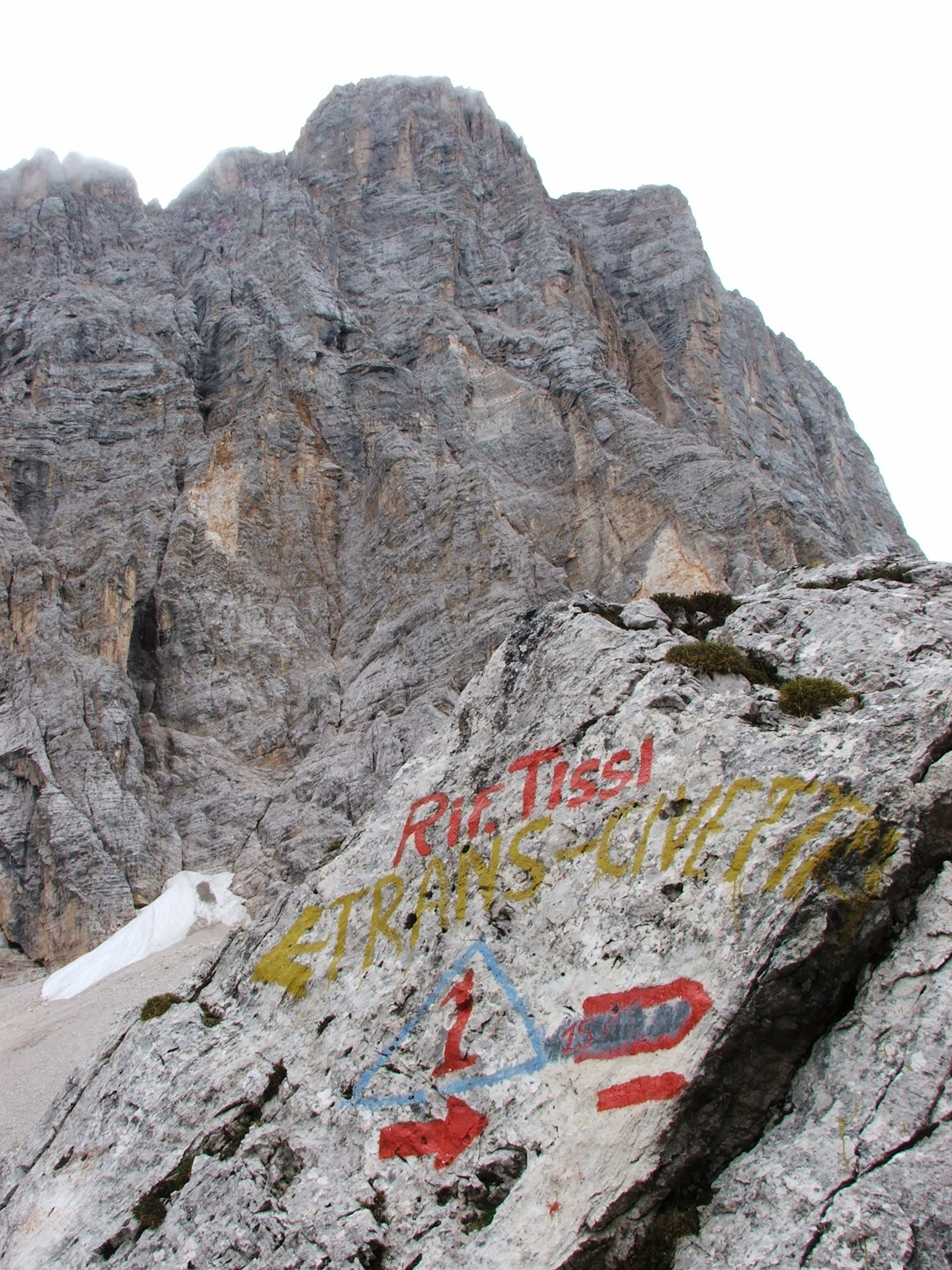

De Alta Via Dolomieten (Italiaans: Alta Via delle Dolomiti, Duits: Dolomiten-Höhenweg) is een geheel van tien bewegwijzerde langeafstandswandelpaden in de Dolomieten. De routes zijn bewegwijzerd met een nummer in een gekleurde driehoek. Sommige routes zijn geschikt voor bergwandelaars, voor andere is klimuitrusting vereist.
- Alta Via n.1 - "La Classica": 125 kilometer, van Lago di Braies tot Belluno
- Alta Via n. 2 - "La Via delle Leggende": 180 kilometer, van Bressanone naar Feltre
- Alta Via n. 3 - "La via dei camosci": 100 kilometer, van Villabassa tot Longarone
- Alta Via n. 4 - "di Paul Grohmann": 85 kilometer, van San Candido naar Pieve di Cadore
- Alta Via n. 5 - "di Tiziano Vecellio": 100 kilometer, van Sesto naar Pieve di Cadore
- Alta Via n. 6 - "Alta Via dei Silenzi": 180 kilometer, van Sappada naar Vittorio Veneto
- Alta Via n. 7 - "Alpi Orientali-Prealpi Carniche": 36 kilometer, van Dolada naar Tambre
- Alta Via n. 8 - "Alta Via degli Eroi": 63 kilometer, van Feltre naar Bassano
- Alta Via n. 8 - "Panoramaweg": 180 kilometer, van Bressanone naar Salorno
- Alta Via n. 9 - "Transversale": oost-west van Tiers naar Danta di Cadore
- Alta Via n. 10 - "delle Giudicarie": 200 kilometer, van Bolzano naar het Gardameer